# 1468 en littérature
| Années de la littérature : 1465 - 1466 - 1467 - 1468 - 1469 - 1470 - 1471    |
| Décennies de la littérature : 1430 - 1440 - 1450 - 1460 - 1470 - 1480 - 1490 |

Cet article présente les faits marquants de l'année 1468 en littérature.

## Évènements
- 26 juin 1468 : le cardinal Bessarion, érudit grec réfugié à Rome, lègue à Venise sa considérable bibliothèque grecque qui constitue un des fonds de la Biblioteca Marciana, comportant 746 manuscrits, complétés par 313 autres manuscrits ajoutés à sa mort[1],[2] ; elle ouvre en 1473[3].

## Parutions
- Speculum vitae humanae de Rodrigo Sánchez de Arévalo[4].
- Les faiz et conquestes d'Alexandre le Grant, traduction par Vasque de Lucène de l'Histoire d'Alexandre le Grand de Quinte-Curce[5].

## Naissances
- Octavien de Saint-Gelais, homme d'Église, traducteur et poète français, mort en 1502.
- Vers 1468 : Pierre Falck, homme politique, diplomate et érudit humaniste suisse, mort le 6 octobre 1519.

## Décès
- 18 mai : Johannes Hartlieb, médecin et écrivain allemand de Bavière, né vers 1410.
- 16 juin : Jean Le Fèvre de Saint-Remy, noble français, chroniqueur, né vers 1395.

- Joanot Martorell, écrivain espagnol de langue valencienne, né en 1413.

- Vers 1468 : Jehan Régnier, poète français, né vers 1393.